# Synsphyronus ejuncidus
Synsphyronus ejuncidus es una especie de arácnido del orden Pseudoscorpionida de la familia Garypidae.

## Hábitat y distribución geográfica
Esta especie se encuentra en el norte y occidente de Australia.